# 吴纯仁
吴纯仁（1921年—2010年），男，陕西韩城人，中华人民共和国军事人物，中国人民解放军少将，曾任福州军区副司令员，第五届全国人大代表。